# Еустома
Еустома (Eustoma) е род растения от семейство Тинтявови (Gentianaceae).

## Разпространение
Произхожда от топлите райони на южните Съединени щати, Мексико, Карибския басейн и северните части на Южна Америка.

## Видове
Родът включва 3 вида:
- Eustoma exaltatum
- Eustoma grandiflorum
- Eustoma russellianum